# Japán cickányvakond
A japán cickányvakond (Urotrichus talpoides) az emlősök (Mammalia) osztályának Eulipotyphla rendjébe, ezen belül a vakondfélék (Talpidae) családjába tartozó faj.
Nemének a típusfaja és egyben az egyetlen élő faja is.

## Felfedezése
1824 és 1826 között Philipp Franz von Siebold, német orvos, botanikus és utazó asszisztense, Heinrich Bürger döglött cickányszerű lényeket talált a Dejima (Japán) nevű kikötőváros melletti mezőkön. Az elpusztult lényeket elküldte Hollandiába, ahol 1841-ben, Coenraad Jacob Temminck arisztokrata és zoológus, eme példányok alapján leírta és megnevezte a japán cickányvakondot.
Újabban fosszilis példányai is előkerültek, így megtudtuk, hogy már a pleisztocén korban kifejlődött.

## Előfordulása
A japán cickányvakond kizárólag Japán szigetein fordul elő. A következő szigeteken található meg: Honsú, Sikoku, Kjúsú, Awaji, Shōdoshima, Oki, Tsushima, Gotō, Mishima és Awashimaura. Azonban a Hokkaidó szigetről hiányzik.
A tengerszinttől egészen 2000 méteres tengerszint feletti magasságig található meg.

## Alfajai
- Urotrichus talpoides adversus Thomas, 1908
- Urotrichus talpoides centralis Thomas, 1908
- Urotrichus talpoides hondoensis Thomas, 1918 - szinonimája: Urotrichus talpoides yokohamanis Kanda, 1929
- Urotrichus talpoides minutus Tokuda, 1932 - szinonimája: Urotrichus talpoides shinanensis Yagi, 1927
- Urotrichus talpoides talpoides Temminck, 1841

## További információk

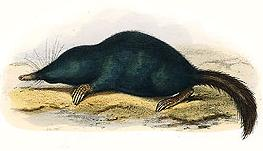
Rajz az állatról

## Fordítás
- Ez a szócikk részben vagy egészben  a   Japanese shrew mole című angol Wikipédia-szócikk ezen változatának fordításán alapul.  Az eredeti cikk szerkesztőit annak laptörténete sorolja fel. Ez a jelzés csupán a megfogalmazás eredetét és a szerzői jogokat jelzi, nem szolgál a cikkben szereplő információk forrásmegjelöléseként.